# Merremia aegyptia
Merremia aegyptia es una especie de planta trepadora perteneciente a la familia Convolvulaceae. 

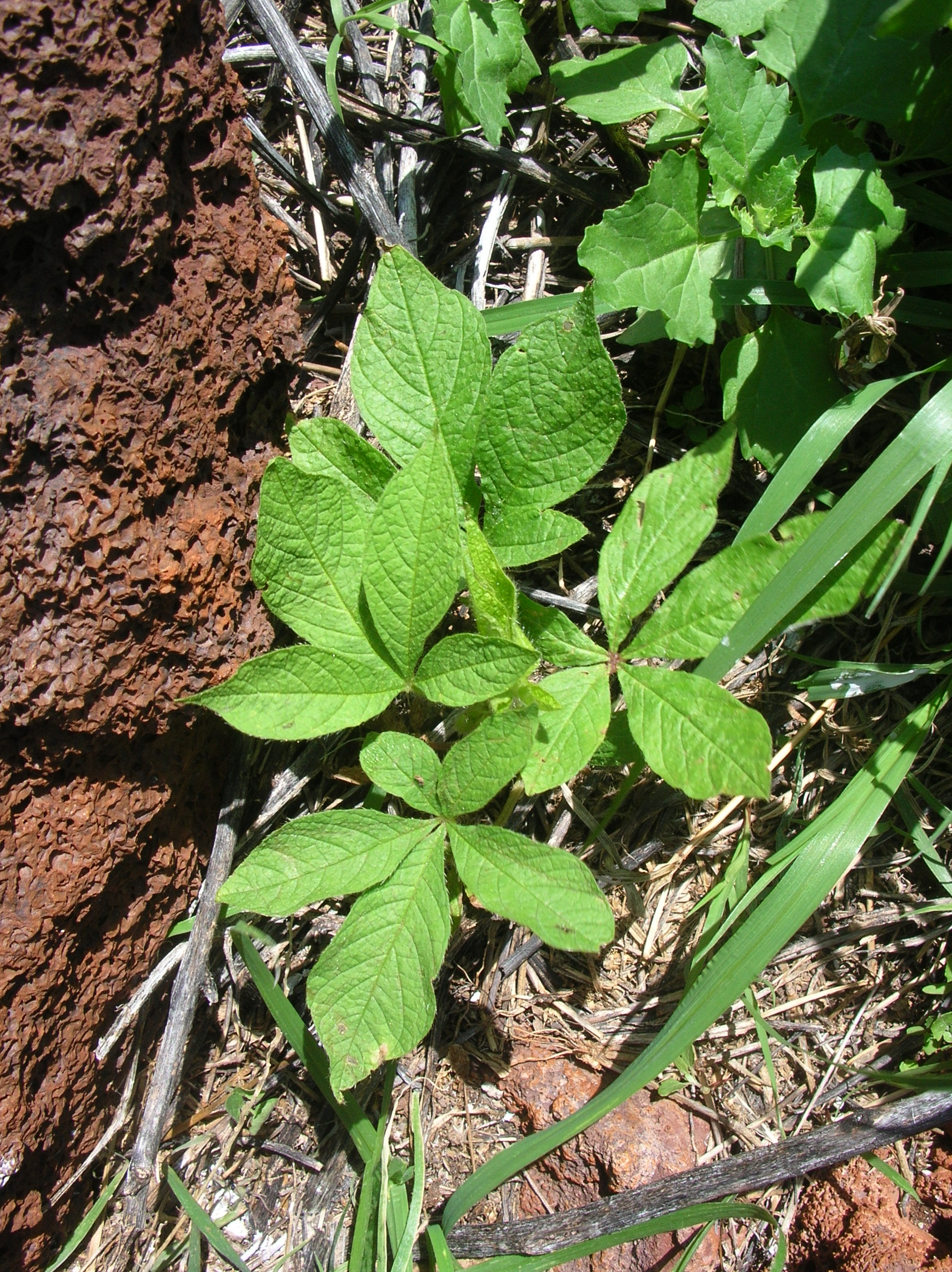
Vista de la planta

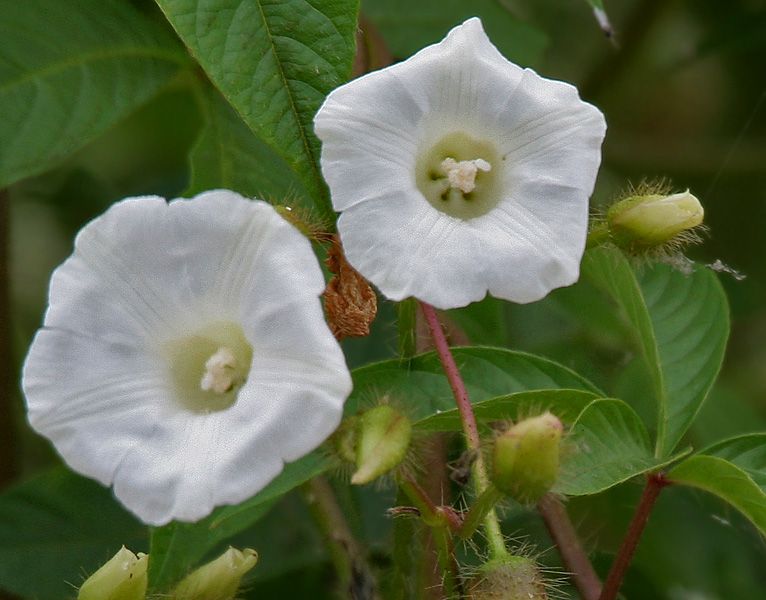
Flor

## Descripción
Son plantas trepadoras perennes; con tallos herbáceos, volubles, generalmente hirsutos con tricomas largos, erectos a suberectos. Las hojas palmaticompuestas, 5-folioladas, elípticas, de 2.5–15 cm de largo y 2.5–17 cm de ancho, acuminadas a agudas en el ápice y en la base, enteras a ligeramente dentadas, ligera a densamente hirsutas, glabrescentes. Inflorescencias cimosas; con sépalos oblongos, de 2 cm de largo, agudos, hirsutos con tricomas erectos; corola campanulada, 2–3 cm de largo, glabra, blanca. Frutos subglobosos, 1–2 cm de ancho, abrazados y parcialmente rodeados por el cáliz acrescente, glabros; semillas con el ápice emarginado, glabras, café claras.

## Distribución y hábitat
Es una especie poco común que se encuentra en sitios alterados en las zonas pacífica y norcentral; a una altitud de 0–400 metros; fl oct–feb, fr oct–mar; desde México (Sinaloa) hasta Sudamérica, también en las Antillas; introducida en el Viejo Mundo.

## Taxonomía
Merremia aegyptia fue descrita por (L.) Urb. y publicado en Symbolae Antillanae seu Fundamenta Florae Indiae Occidentalis 4(3): 505. 1910.
Etimología
Merremia: nombre genérico que fue otorgado en honor del naturalista alemán Blasius Merrem (1761 - 1824).
aegyptia: epíteto geográfico que alude a su localización en Egipto.
Sinonimia
- Batatas pentaphylla Choisy
- Convolvulus munitus Wall.
- Convolvulus vitifolius Burm. f.
- Ipomoea aegyptia L.
- Ipomoea pilosa Cav.
- Ipomoea sinaloensis Brandegee
- Merremia pentaphylla Hallier f.
- Operculina aegyptia (L.) House
- Operculina pentaphylla House
- Spiranthera pentaphylla Bojer[3][4]